# Boma
Boma je lučki grad u Demokratskoj Republici Kongo. Nalazi se u Kongoaškoj središnjoj provinciji te je bio glavni grad Belgijskog Konga od 1. svibnja 1886. do 1926. Nakon toga sjedište je preneseno u Léopoldville (današnja Kinshasa). 2009. godine grad je imao 527.725 stanovnika.

## Povijest
Boma je osnovana u 16. stoljeću kao stanica za robove nekoliko europskih zemalja. Grad se nalazi pokraj Atlantskog oceana.
Riječ Boma na jeziku Kikongo i u mnogim Bantu jezicima znači "utvrda". Britanski istraživač i novinar, sir Henry Morton Stanley u svojoj knjizi: "Kako sam našao Livingstone" također koristi pojam "boma" u tom smislu.

## Gospodarstvo
Gospodarstvo grada i njegove okolice temelji se na proizvodnji i izvozu tropskog drveta, banana, kakaa i palminih proizvoda.

## Promet
Između 1889. i 1984. grad se željezničkom prugom povezivao s Tshelom. Grad ima zračnu luku i autonomnu pomorsku luku Boma.

## Značajniji stanovnici
- Antoine-Roger Bolamba - kongoaški političar i pjesnik; rođen je u Bomi 1913.[4]

## Promet
Stara kolonijalna četvrt je relativno dobro sačuvana. Tako je sačuvana i najstarija crkva u zemlji, izrađena od čelika. U gradskoj četvrti Fiscier može se naći prvi automobil koji je vozio u DR Kongu.

## Vanjske poveznice
- MSN Mapa[neaktivna poveznica]
- Tim Butcher: "Blood River - A Journey To Africa's Broken Heart", 2007., ISBN 0-701-17981-3